# Belgurki, Sindhnur
Belgurki là một làng thuộc tehsil Sindhnur, huyện Raichur, bang Karnataka, Ấn Độ.